# Förenade arabemiratens damlandslag i fotboll
Förenade arabemiratens damlandslag i fotboll representerar Förenade arabemiraten i fotboll på damsidan. Dess förbund är United Arab Emirates Football Association (Förenade arabemiratens fotbollsförbund).